# Gianni Vermeersch
Gianni Vermeersch (Roeselare, 19 novembre 1992) è un ciclista su strada e ciclocrossista belga che corre per il team Alpecin-Deceuninck. Attivo a livello UCI dal 2011, è stato nazionale belga di ciclocross e nel 2022 ha vinto la prima edizione dei Campionati del mondo di ciclismo gravel.

## Palmarès

### Strada
- 2015 (Sunweb-Napoleon Games)

2ª tappa Tour de la Province de Liège (Plombières > Plombières)
5ª tappa Tour de la Province de Liège (Seraing > Seraing)
- 2017 (Beobank-Corendon, una vittoria)

Slag om Norg
- 2018 (Corendon-Circus, tre vittorie)

2ª tappa Tryptique Ardennaise (Monschau > Eupen)
3ª tappa Tour de la Province de Liège (Clavier > Clavier)
5ª tappa Tour de la Province de Liège (Seraing > Seraing)
- 2020 (Alpecin-Fenix, una vittoria)

Antwerp Port Epic
- 2022 (Alpecin-Fenix, una vittoria)

5ª tappa Quattro Giorni di Dunkerque (Roubaix > Cassel)
- 2024 (Alpecin-Deceuninck, una vittoria)

Dwars door het Hageland

#### Altri successi
- 2013 (Sunweb-Napoleon Games)

Oostnieuwkerke-Sleihage
- 2015 (Sunweb-Napoleon Games)

Classifica a punti Tryptique Ardennaise
Classifica a punti Tour de la Province de Liège
- 2018 (Corendon-Circus)

Classifica a punti Tryptique Ardennaise
Classifica traguardi volanti Boucles de la Mayenne
Classifica a punti Tour de la Province de Liège
- 2019 (Corendon-Circus)

Prologo Tour Alsace (Sausheim, cronosquadre)

### Cross
- 2008-2009 (una vittoria)

Vlaamse Houtlandcross
- 2009-2010 (una vittoria)

Noordzeecross
- 2017-2018 (una vittoria)

Jingle Cross #2 (Iowa City)
- 2019-2020 (due vittorie)

Jingle Cross (Iowa City)
Kermiscross (Ardooie)

### Gravel
- 2022 (una vittoria)

Campionati del mondo, Prova Elite
- 2024 (una vittoria)

Belgisch Kampioenschap Gravel

## Piazzamenti

### Grandi Giri
- Giro d'Italia

2021: 87º
- Tour de France

2024: 107º
2025: 103º
- Vuelta a España

2022: 81º

### Classiche monumento
- Milano-Sanremo

2021: 24º
2023: 81º
2024: 57º
- Giro delle Fiandre

2019: 69º
2020: ritirato
2021: 7º
2022: 40º
2023: 30º
2024: 23°
2025: 15°
- Parigi-Roubaix

2021: 15º
2022: 58º
2023: 11º
2024: 6º
2025: ritirato

### Competizioni mondiali
- Campionati del mondo di ciclocross

Hoogerheide 2009 - Junior: 23º
Tábor 2010 - Junior: 5º
Koksijde 2012 - Under-23: 10º
Louisville 2013 - Under-23: 10º
Hoogerheide 2014 - Under-23: 10º
Tábor 2015 - Elite: 7º
Bieles 2017 - Elite: 8º
Bogense 2019 - Elite: 10º
Ostenda 2021 - Elite: 12º
- Campionati del mondo gravel

Veneto 2022 - Elite: vincitore
Veneto 2023 - Elite: 11°
Belgio 2024 - Elite: 5°

### Competizioni europee
- Campionati europei di ciclocross

Hoogstraten 2009 - Juniores: 12º
Lucca 2011 - Under-23: 6º
Ipswich 2012 - Under-23: 15º
Mladá Boleslav 2013 - Under-23: 3º
Huijbergen 2015 - Elite: 15º
Tábor 2017 - Elite: 26º
Rosmalen 2018 - Elite: 9º
Silvelle 2019 - Elite: 11º
- Campionati europei su strada

Trento 2021 - In linea Elite: ritirato
- Campionati europei gravel

Belgio 2023 - Elite: 4º